# Eurozonosia limbatula
Eurozonosia limbatula är en fjärilsart som beskrevs av Embrik Strand 1912. Eurozonosia limbatula ingår i släktet Eurozonosia och familjen björnspinnare. Inga underarter finns listade i Catalogue of Life.